# Brussels Peak
Brussels Peak är en bergstopp i Kanada.   Den ligger i provinsen Alberta, i den centrala delen av landet, 3 100 km väster om huvudstaden Ottawa. Toppen på Brussels Peak är 2 246 meter över havet.
Terrängen runt Brussels Peak är bergig åt sydväst, men åt nordost är den kuperad. Trakten runt Brussels Peak är nära nog obefolkad, med mindre än två invånare per kvadratkilometer.. Det finns inga samhällen i närheten.
Trakten runt Brussels Peak består i huvudsak av gräsmarker.